# Костерин, Сергей Алексеевич
Сергей Алексеевич Костерин (25 августа 1950, Киев) — украинский биолог, доктор биологических наук, профессор, академик НАН Украины.

## Биография
- 1973 — Окончил биологический факультет, кафедру биофизики Киевского национального университета им. Тараса Шевченко;
- С 1973 работает в Институте биохимии им. А. В. Палладина НАН Украины;
- 1973—1976 окончил аспирантуру отдела биохимии мышц в Институте биохимии им. А. В. Палладина НАН Украины;
- 1976 — защитил кандидатскую диссертацию по теме «Кинетические свойства Са2+ — зависимой АТФазы плазматических мембран скелетных мышц в норме и при Е — авитаминозной дистрофии»;
- С 1977 — преподаватель Киевского национального университета им. Тараса Шевченко, кафедры биохимии и биофизики биологического факультета;
- 1988 — защитил докторскую диссертацию по теме «Механизмы транспорта кальция в гладких мышцах»;
- 1988 — зав. отделом института биохимии им. А. В. Палладина НАН Украины;
- 1998 — заместитель директора по научной работе;
- С 1993 — профессор кафедры биофизики.

## Научная работа
Сфера научных интересов: биохимия и биофизика мышц, биохимическая мембранология и кинетика биохимических процессов. Получил новые фундаментальные результаты по АТФ-зависимым Са2+ транспортирующим системам гладкомышечной ткани. Предложил новые методы кинетического анализа в биохимии и биофизике. Читает курсы лекций: «Методы кинетического анализа в физико-химической биологии», «Биохимическая мембранология», избранные главы общей биофизики. Выступал с научными докладами и лекциями в университетах США, Канады, Великобритании, Польши, Болгарии, России и других стран. Член Бюро Отделения биохимии, физиологии и молекулярной биологии НАН Украины. Член диссертационного совета Киевского национального университета им. Тараса Шевченко по защите диссертаций по специальности «Биофизика», «Цитология, клеточная биология, гистология». Председатель диссертационного совета по защите диссертаций по специальности «Биохимия, биотехнология» в Институте биохимии им. А. В. Палладина НАН Украины. Руководитель научного семинара и молодежного научного лектория института. Заместитель председателя редакционной коллегии «Украинского биохимического журнала». Вице-президент Украинского биохимического общества. Подготовил 15 кандидатов и 7 докторов наук. Автор 230 научных работ, в том числе — 190 статей, 9 монографий, учебников и учебных пособий.

## Награды
- Премия НАН Украины имени А. В. Палладина
- Награда Ярослава Мудрого АН ВШ, «За научные достижения» МОН Украины.